# Ratt (EP)
Ratt (EP) es el primer lanzamiento oficial de Ratt, originalmente publicado con el sello de la Time Coast. La versión de "Back for More" que figuran en este EP es una grabación anterior a la del disco posterior. La versión europea también cuenta con un registro anterior de "You're in Trouble" como bonus track, se cree que cuentan con Joey Cristofanilli en el bajo. Una cubierta de Rufus Thomas "Walkin 'the Dog" se incluye también, presumiblemente, como un guiño a la versión 1973 de Aerosmith. También se observa la presencia en los solos de guitarra del guitarrista Robbin Crosby, cuya marca comercial "blues with a twist" solos ocupan un lugar destacado en las primeras cuatro canciones. 
Una primera versión de "Tell the World" (que no cuentan con Blotzer o Croucier) también fue presentada en la recopilación Metal Massacre, pero fue retirada después. "U Got It" a menudo se abrió el show circa '83-'84 y Pearcy hizo lo mismo durante la gira del  'Pure Hell' Tour cuando lanzó el Nitronic en el año 2000 como solista.
En 1984, Atlantic Records remezclado y reeditado este EP, tras el éxito del "Out of the Cellar". Esta reedición aparece un mix de producción más brillante de igualar el éxito de la banda, así como una foto actualizada de la contraportada de la banda con una apariencia más glamorosa. La versión de Time Coast original es bastante rara en CD, (la versión del Atlántic que se ha reeditado en CD en 1989), y hasta ahora el relanzamiento obtiene los precios al alza de 50,00 dólares utilizados, después de haber estado fuera de impresión para obtener más de 15 años.
Las piernas en la portada pertenecen a Tawny Kitaen, la entonces novia del guitarrista Crosby, poco tiempo después posa en la portada de 1984 del álbum Out of the Cellar.

## Lista de canciones
1. "Sweet Cheater" (Pearcy/Crosby) - 2:41
2. "You Think You're Tough" (Pearcy/Crosby) - 3:58
3. "U Got It" (Pearcy/Crosby) - 3:01
4. "You're in Trouble" (Pearcy/Crosby/DeMartini) - 3:15 (Solamente en la Edición Europea)
5. "Tell the World" (Pearcy/Crosby) - 3:15
6. "Back for More" (Pearcy/Crosby) - 5:16
7. "Walking the Dog" (Thomas) - 3:38.

## Créditos
- Stephen Pearcy - voz
- Warren DeMartini - guitarra principal
- Robbin Crosby - guitarra rítmica
- Juan Croucier - bajo
- Bobby Blotzer - percusión